# Maria Doyle-Cuche
Maria Doyle-Cuche est une chanteuse irlandaise ayant notamment participé au concours de l'Eurovision en 1985 sous le nom de Maria Christian. Elle participe en 2016 à l'émission The Voice en Irlande, puis en 2020 à l'émission The Voice française, au cours de laquelle elle est coachée par Lara Fabian. Atteinte de cécité depuis l'enfance, elle est l'auteure d'un ouvrage autobiographique intitulé On ne voit bien qu'avec le cœur (2018).

## Biographie

### Enfance
Elle naît en 1965 à Dundalk en Irlande d'une mère pauvre hébergée dans un foyer pour jeunes filles et d'un père marin espagnol,. Atteinte par la maladie génétique de Stargardt, elle perd la vue à l'âge de neuf ans mais souhaite néanmoins devenir chanteuse,. À l'âge de treize ans, ses talents vocaux sont repérés par une Américaine qui lève des fonds pour lui permettre de se rendre aux États-Unis et y suivre une formation musicale.

### Carrière
En 1985, à 19 ans, elle participe au concours de l'Eurovision où elle représente son pays natal sous le nom de Maria Christian,. Elle y interprète une chanson intitulée Wait Until the Weekend Comes et termine à la sixième place,. Sa prestation l'amène peu après à jouer dans une comédie musicale.
Elle épouse un Français, Emmanuel Cuche, et s'installe avec lui au début des années 1990 à Chanteheux, près de Lunéville, en Lorraine. De cette union naissent sept enfants : Emmanuel, Shannon, Brian, Stéphanie, Tara, Molly et Emma. Tous deviennent musiciens à leur tour, jouant différents instruments : piano, violon, violoncelle, flûte et guitare notamment,. Elle obtient en 2009 la « médaille de la famille française » puis en 2019 le « prix de la Famille française » décerné par l'académie de Stanislas de Nancy.
Après plusieurs années consacrées à sa famille, elle revient dans le monde de la chanson. En 2016, elle participe à l'émission The Voice en Irlande, puis réitère cette expérience en 2020 en participant à l'émission The Voice française, au cours de laquelle elle est coachée par Lara Fabian. Lors de la version française de 2020, elle interprète le chant irlandais Danny Boy, puis You Raise Me Up de Secret Garden (« battle ») et Memory de Barbra Streisand. Elle arrive ainsi jusqu'aux demi-finales où elle interprète l'Hymne à l'amour d'Édith Piaf accompagnée de ses deux aînés : Emmanuel au piano et Shannon au violon,. Toujours accompagnée de ses enfants, elle participe en 2022 à un concert organisé à Madrid par le groupe Lazard.
Également conférencière, elle donne notamment des conférences TEDx, dont l'une d'elles devient le point de départ d'un ouvrage autobiographique, On ne voit bien qu'avec le cœur, qu'elle fait paraître en 2018 aux éditions Plon sous le nom de Maria Doyle,.
En 2022, elle devient ambassadrice de « Voir Ensemble », association chrétienne des personnes aveugles et malvoyantes,. En 2024, elle est reçue à la « Maison du Président » (Áras an Uachtaráin) par le président irlandais Michael D. Higgins, qui lui remet à cette occasion une récompense pour l'ensemble de son parcours,. Elle est ainsi la première femme française à recevoir ce prix de la part du président irlandais.